# Réserve naturelle nationale de l'îlot Mbouzi
La réserve naturelle nationale de l'îlot Mbouzi (RNN162) est une réserve naturelle nationale située à Mayotte. Classée en 2007, elle occupe une surface de 142,355 hectares et protège l'îlot Mbouzi.

## Localisation

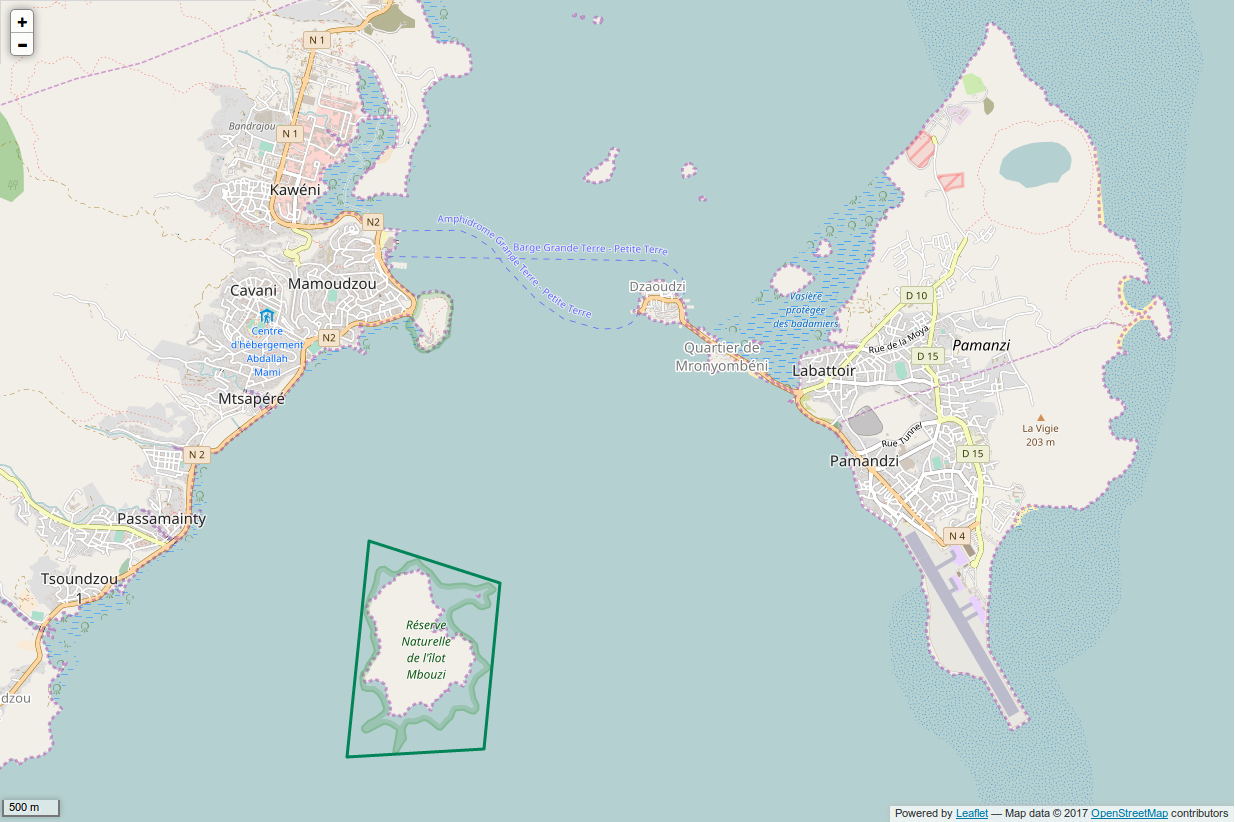
Périmètre de la réserve naturelle.

Le territoire de la réserve naturelle est dans le département de Mayotte, sur la commune de Mamoudzou.

## Administration, plan de gestion, règlement
La réserve naturelle est gérée par l'association Les Naturalistes de Mayotte.

### Outils et statut juridique
La réserve naturelle a été créée par un décret du 26 janvier 2007.